# Phrynetopsis
Phrynetopsis is een kevergeslacht uit de familie van de boktorren (Cerambycidae). De wetenschappelijke naam van het geslacht werd voor het eerst geldig gepubliceerd in 1893 door Kolbe.

## Soorten
Phrynetopsis omvat de volgende soorten:
- Phrynetopsis fuscicornis (Chevrolat, 1856)
- Phrynetopsis kolbei Gahan, 1909
- Phrynetopsis loveni Aurivillius, 1925
- Phrynetopsis marshalli Breuning, 1935
- Phrynetopsis thomensis (Jordan, 1903)
- Phrynetopsis trituberculata Kolbe, 1893
- Phrynetopsis variegata (Reiche, 1849)